# The Final Metro Show
The Final Metro Show er titlen på den sidste koncert med Smashing Pumpkins, og muligvis en kommende titel til en dvd bandet ville udgive med koncerten på.
Ved koncerten d. 2. december 2000 spillede bandet ca. 40 af deres mest populære sange, hvilket i alt blev til en afskedskoncert på mere end fire timer. Der var ikke mindre end tre hele sæt (mod normalt ét eller to), samt fem ekstranumre (mod normalt to eller tre). 
Koncerten fandt sted på en mindre klub i bandets hjemby Chicago, USA, hvor der er plads til omkring 1.200 gæster. Det var her Smashing Pumpkins spillede deres første koncert 5. oktober 1988, og blev så også her, at de spillede deres sidste. Et par dage inden havde bandet spillet en meget større koncert i The United Center i Chicago med plads til en hel del flere fans. 
På grund af de begrænsede pladser steg priserne ekstremt meget på det sorte marked. Smashing Pumpkins, som er et anerkendt og højt respekteret liveband, har typisk ikke taget mere end $25-$30 for en koncertbillet, og selvom billetterne til bandets sidste koncert var oppe på $35 (ca. kr. 200,-), løber der historier om, at folk har fået tusinder af dollars for en billet. 

## Sætliste
Sæt 1
- Mellon Collie and the Infinite Sadness (introduktion)
- Rocket
- I Am One
- Rhinoceros
- Shame
- Porcelina of the Vast Oceans
- The Everlasting Gaze
- Bullet with Butterfly Wings
- Spiteface (tease)
- Thru the Eyes of Ruby
- Blissed and Gone
- To Sheila
- Mayonaise
- I of the Mourning

Sæt 2
- Muzzle
- Stand Inside Your Love
- Perfect
- This Time
- Go
- The Last Song
- "The Last Instrumental"
- Age of Innocence
- Thirty-three

Sæt 3
- Tonight, Tonight
- Siva
- Fuck You (An Ode to No One)
- Drown
- Starla
- If There Is a God
- Cash Car Star
- Rock On
- Heavy Metal Machine
- Today

Ekstranumre
- For Martha
- Born Under a Bad Sign
- Cherub Rock
- Disarm
- 1979
- Silverfuck (40 minutter lang!)

## Information
The Last Instrumental er et stadig uidentificeret ny instrumental, som kun blev spillet ved bandets sidste koncert. Derfor har den naturligvis, af fans, fået titlen The Last Instrumental. Den blev spillet efter The Last Song, som dog derimod er den officielle titel på den b-side, der var at finde på Thirty-three singlen fra 1996. 
Bandets farvelsang, Untitled, blev ikke spillet ved koncerten, og nåede aldrig at blive fremført live.
Til trods for at bandet spillede ca. 40 sange blev der ikke tid til at spille én af bandets absolut bedst-sælgende singler Zero, samt den prisvindende Batman-sang The End Is the Beginning Is the End.
Bandet bestod denne aften af Billy Corgan (sang, guitar, etc.), James Iha (guitar), Jimmy Chamberlin (trommer) og Melissa Auf der Maur (bas). Derudover spillede bandets turnérende bandmedlemmer også med på mange af sangene, heriblandt Mike Garson (klaver) og Chris Holmes (keyboards). Det eneste originale medlem af Smashing Pumpkins, der ikke deltog i koncerten, var den tidligere bassist D'arcy Wretzky, der forlod bandet ét år tidligere. 
En række gæsterkunstnere deltog i arrangementet. The Frogs spillede med på Blissed and Gone, mens Linda Strawberry, der senere skulle spille sammen med Zwan og være med på Billy Corgans soloturné, sang med på To Sheila. Billy Corgans far spillede med på de første to ekstranumre, heriblandt For Martha, som er en hyldest til Corgans mor. Guitaristen Rick Nielsen fra Cheap Trick spillede med på Cherub Rock, mens Matt Walker, der afløste Jimmy Chamberlin på den resterende del af MCIS-turnéen, spillede trommer på 1979.
Ligesom på bandets tre første verdensturnéer (for hhv. Gish, Siamese Dream og Mellon Collie and the Infinite Sadness) afsluttedes koncerten med en udvidet udgave af Siamese Dream-klassikeren Silverfuck. Denne gang gik sangen længere end 40 minutter. Den eneste liveoptagelse af koncerten (indtil videre) har dog kun de første 25 minutter, da optageren herefter løb tør for bånd.